# 旦雄二
旦 雄二（だん ゆうじ、1952年3月24日 - ）は、日本の映画監督、脚本家、CMディレクター、映像クリエイターである。日本映画監督協会会員。 『城戸賞』『ACC賞』『経産省HVC賞』受賞。別名・檀 雄二。大阪府大阪市出身。武蔵野美術大学卒業。

## 経歴
大阪府大阪市生まれ。桃山学院高等学校、武蔵野美術大学（美術デザイン専攻）を卒業。1975年（昭和50年）よりフリーの映画助監督として渡辺護、山本晋也、中村幻児らにつく。見習いサードからセカンドを経てチーフを歴任。
1978年（昭和53年）からCMに従事。CMプロダクション「HAT Inc.（旧CAP）」にて制作、プロダクション・マネージャー、アシスタント・プロデューサー、ＣＭプランナー、アシスタント・ディレクターを担当。岩本力、里見征武、屋宜博の各ディレクターに師事。先輩社員で兄弟子の市川準からCM企画と画コンテを学んだ。
1981年（昭和56年）市川準・旦雄二・屋宜博の共同事務所を設立。CM企画演出事務所「BEER」のCMディレクターを務める。のちに市川準 脱退後、1986年（昭和61年）解散。
1985年（昭和60年）脚本『助監督』で第11回城戸賞入選。
1980年代の終わりから1990年代初頭にかけてテレビCM以外の仕事も相次ぐ。映像メディア全般にわたり幅広く脚本・監督活動を展開した。
現在、東放学園映画専門学校にて演出・編集 概論、卒業制作指導、特別ゲスト講座プログラミング（編成・招聘・運営進行）および、東放学園専門学校にてCM基礎研究講座の講師を務める。日本映画監督協会会員。

## 人物
- 桃山学院高等学校（男子校時代）生徒自治会長を務めた（1967年～68年）。
- 短編映画コンクール審査員を務める[7]。
- 映画シンポジウムにも登壇。

## 受賞
- 第11回『城戸賞』（入選） - オリジナルシナリオ『助監督』にて。主催・日本映画製作者連盟 城戸賞選考委員会
- 『ACC賞』（奨励賞) - 河合塾CM『デニス・ストック　ジェームズ・ディーンを撮った男』にて。主催・ACC 全日本シーエム放送連盟
- 『経産省HVC賞（特別賞）』 - ドキュメンタリー『烈　～津軽三味線師・高橋竹山～』にて。主催・経済産業省 HVC ハイビジョン普及支援センター

## 作品

### 映画
- 『少年』（最終完成版2014年） - 企画・製作・プロデューサー・原案・脚本・監督・編集
  - 第1回監督作品[8]
  - 『ドイツ・フランクフルト ニッポン コネクション映画祭』正式招待・正式上映
  - 『スペイン・バルセロナ バルセロナ・アジア 映画祭』正式招待・特別上映
- 『友よ、また逢おう』 - 監督・脚本
  - オー・ヘンリーの短篇小説『二十年後』より

### Vシネマ
- 『安藤組外伝 群狼の系譜（４）』（東映ビデオ、2000年）：監督細野辰興 - 脚本（星貴則と共同）[9]
- 『安藤組外伝 群狼の系譜（５）』（東映ビデオ、2000年）：監督細野辰興 - 脚本（星貴則と共同）[10]

### テレビCM
全作品、企画・演出を担当
- 『DHC』(神保美喜、細川直美、山川恵里佳、藤崎奈々子）
- 『飯田のいい家　飯田産業』
- 『大阪ガス』(大竹しのぶ、イッセー尾形）
- 『日清焼そば』
- 『東洋シヤッター』(笑福亭鶴瓶）
- 『岩谷産業 IWATANI』(浜木綿子)
- 『NEC』(三田寛子）
- 『講談社コミックスKC』(ケーシー高峰）
- 『出光 IDEMITSU』(山下真司）
- 『ポラロイドカメラ Polaroid』(イッセー尾形）
- 『コルテス』(ガッツ石松、南部虎弾）
- 『武田 タケダVドリンク』(杉浦直樹）
- 『サッポロ一番カップ麺』(野沢直子）
- 『アロナン化粧品』（名古屋章、根本りつ子）
- 『富士通 FUJITSU』(出光元)
- 『カレーアイス』(南利明）
- 『ラーメンアイス』(清水のぼる=清水大敬）
- 『タイトー』(鳥居かほり）
- 『アクティオ AKTIO（新電気）』(稲川淳二）
- 『幸せの丘 ありあんす』(平尾昌晃)
- 『ソルマック』(渡辺文雄）
- 『トクホン』(吉田日出子）
- 『少年マガジン』(花房徹）
- 『エステー』(斉藤ゆう子）
- 『河合塾　デニス・ストック　Ｊ・ディーンを撮った男』
- 『河合塾　三輪ひとみ デビュー　Ｊ・ディーンとともに』
- 『JTB』
- 『不二家』
- 『ミニストップ』
- 『ツヴァイ zwei』
- 『エバラ焼肉のたれ』
- 『講談社　コミック・ボンボン』
- 『ツカサのウィークリーマンション』
- 『明光商会　ＭＳシュレッダー』
- 『ＳＡＮＡＲＵ　佐鳴学院』
- 『母恵夢　ポエムのダックワーズ』
- 『BANDAI　ウルトラ怪獣　あの怪獣は、いま』

ほか多数

### テレビ番組
- ドキュメンタリー『寺山修司は生きている』（NHK-BS、BS-TBS放送／製作：東北新社） - 脚本監督
  - 三沢市寺山修司記念館 開館記念特別映像作品
- ドキュメンタリー『烈～津軽三味線師・高橋竹山～』（NHK-BS放送／製作：東北新社） - 脚本監督　※語り：檀ふみ

### アイドルビデオ
- 『レモンエンジェルのあぶないビデオＴＶ』シリーズ（フジテレビジョン/創映新社/プルミエ・インターナショナル） - 脚本・監督

### ミュージックビデオ
- レモンエンジェル（絵本美希、桜井智、島えりか）『レモン白書』（ポニーキャニオン）

### ゲーム
- シミュレーション・ゲーム『バーチャルカメラマン』シリーズ - 監督
- シミュレーション・ゲーム『バーチャフォトスタジオ』 - 監督

### その他
- 大型映像『あるがままに ～The world as it is～』 - 脚本・監督
  - NHKスタジオパークリニューアル記念 オープニング ウェルカム特別展覧映像作品
- PR映画『高島忠夫の　危険がいっぱい』 - 脚本・監督
  - 全労済PR映画